# Sajómercse
Sajómercse je obec v Maďarsku na severozápadě župy Borsod-Abaúj-Zemplén v okresu Putnok v Bukových horách. K 1. lednu 2015 zde žilo 209 obyvatel.

## Historie
První písemná zmínka o obci pochází z roku 1330.

## Geografie
Obec se nachází asi 5 km jižně od okresního města Putnok a asi 9 km severozápadně od okresního města Ózd. Od města s župním právem Miškovec se nachází asi 30 km jihovýchodně.
V obci pramení potok Mercse. Obec se nachází v Bukových horách ve výšce 196 m n. m.

## Doprava
Do obce se dá dostat silnicí z Ózdu a Putnoku. Severní hranicí katastru obce vede železniční trať Eger – Putnok, na které se nacházela zastávka Sajómercse (která v posledních letech v úseku již nefigurovala). Vlaky zde však od roku 2009 nejezdí, a to v úseku Szilvásvárad – Putnok.